# Bernay, Sarthe

Bernay-en-Champagne este o comună în departamentul Sarthe, Franța. În 2009 avea o populație de 437 de locuitori.